# Souleymane Bamba
Souleymane Bamba (Ivry-sur-Seine, Francia, 13 de enero de 1985-Manisa, 31 de agosto de 2024)  fue un futbolista y entrenador marfileño. Fue defensa y desde enero de 2023 era miembro del cuerpo técnico del Cardiff City F. C.

## Selección nacional
Fue internacional con la selección de fútbol de Costa de Marfil en 49 ocasiones y ha anotado dos goles. Bamba fue parte de la representación marfileña que disputó la Copa Mundial de Fútbol de 2010.
El 1 de junio de 2014, luego de haber sido incluido en la lista preliminar en mayo, Bamba fue ratificado en la nómina definitiva de 23 jugadores que representaron a su país en la Copa Mundial de Fútbol de 2014, haciendo de esta la segunda ocasión en la que disputó el torneo.

### Participaciones en la Copa del Mundo
| Mundial                        | Sede      | Resultado    |
| ------------------------------ | --------- | ------------ |
| Copa Mundial de Fútbol de 2010 | Sudáfrica | Primera fase |
| Copa Mundial de Fútbol de 2014 | Brasil    | Primera fase |

## Clubes

### Como jugador
| Club                       | País       | Año       |
| -------------------------- | ---------- | --------- |
| París Saint-Germain F. C.  | Francia    | 2005-2006 |
| Dunfermline Athletic F. C. | Escocia    | 2006-2008 |
| Hibernian F. C.            | Escocia    | 2008-2011 |
| Leicester City F. C.       | Inglaterra | 2011-2012 |
| Trabzonspor                | Turquía    | 2012-2014 |
| U. S. Palermo              | Italia     | 2014-2015 |
| Leeds United F. C.         | Inglaterra | 2015-2016 |
| Cardiff City F. C.         | Gales      | 2016-2021 |
| Middlesbrough F. C.        | Inglaterra | 2021-2022 |

### Como entrenador
| Club      | País    | Año  |
| --------- | ------- | ---- |
| Adanaspor | Turquía | 2024 |